# Галісійський масив
42°30′ пн. ш. 8°06′ зх. д. / 42.5° пн. ш. 8.1° зх. д.
Галісійський масив (ісп. Macizo Galaico або ісп. Macizo Galaico-Leonés) — система гірських хребтів на північному заході Піренейського півострова. Розташовано у Галісії та на південному сході заходить в провінцію Самора. Найвища точка — Пена Тревінка (2127 м).
Геоморфологічно масив є північно-західним продовженням Центральної Месети, внутрішнього Іберійського плато і має велику схожість з геологією Трас-ос-Монтес регіону Португалії, що має спільну назву «Галіція-Трас-ос-Монтес»  На сході зливається з Кантабрійськими горами./ Середня висота — 500 м над рівнем моря.
Має розчленовані тектонічні долини і улоговини, плоскогір'я і хребти — Сьєрра — з кристалічних порід. Складається з палеозойських порід (гранітів) вельми метаморфізованих в центрі і на заході: гнейсів, сланців.
Через велику кількість опадів та помірний клімат Галісія має вельми родючі ґрунти, що покриті помірними листяними лісами, де домінуючими породами є дуби Quercus petraea й Quercus robur. Ліси чергуються з чагарниками та природними луками